# Saur-Sojasun/2012
Deze pagina geeft een overzicht van de Saur-Sojasun-wielerploeg in 2012.

## Algemeen
Algemeen manager: Stéphane Heulot
Ploegleiders: Jean-Baptiste Quiclet, Gilles Pauchard, Nicolas Guille, Lylian Lebreton
Fietsmerk: Time
Auto's: Citroën

## Renners
| Naam               | Geboortedatum | Nationaliteit | Ploeg 2011        |
| ------------------ | ------------- | ------------- | ----------------- |
| Cyril Bessy        | 29-05-1986    | Frankrijk     |                   |
| Jérôme Coppel      | 06-08-1986    | Frankrijk     |                   |
| Arnaud Coyot       | 06-10-1980    | Frankrijk     |                   |
| Anthony Delaplace  | 11-09-1989    | Frankrijk     |                   |
| Jimmy Engoulvent   | 07-12-1979    | Frankrijk     |                   |
| Brice Feillu       | 26-07-1985    | Frankrijk     | Team Leopard-Trek |
| Jérémie Galland    | 08-04-1983    | Frankrijk     |                   |
| Jonathan Hivert    | 23-03-1985    | Frankrijk     |                   |
| Fabrice Jeandesboz | 04-12-1984    | Frankrijk     |                   |
| Christophe Laborie | 05-08-1986    | Frankrijk     |                   |
| David Le Lay       | 30-12-1979    | Frankrijk     | AG2R-La Mondiale  |
| Cyril Lemoine      | 03-03-1983    | Frankrijk     |                   |
| Guillaume Levarlet | 25-07-1985    | Frankrijk     |                   |
| Laurent Mangel     | 22-05-1981    | Frankrijk     |                   |
| Jean-Marc Marino   | 15-08-1983    | Frankrijk     |                   |
| Rony Martias       | 04-08-1980    | Frankrijk     |                   |
| Maxime Mederel     | 19-09-1980    | Frankrijk     | BigMat-Auber 93   |
| Jean-Lou Paiani    | 23-12-1988    | Frankrijk     |                   |
| Stéphane Poulhies  | 26-06-1985    | Frankrijk     |                   |
| Paul Poux          | 09-07-1984    | Frankrijk     |                   |
| Julien Simon       | 04-10-1985    | Frankrijk     |                   |
| Yannick Talabardon | 06-07-1981    | Frankrijk     |                   |
| Etienne Tortelier  | 10-04-1990    | Frankrijk     |                   |

## Belangrijke overwinningen
| Ster van Bessèges 5e etappe A: Stéphane Poulhies 5e etappe B (individuele tijdrit): Jérôme Coppel Eindklassement: Jérôme Coppel Ronde van Catalonië 5e etappe: Julien Simon 7e etappe: Julien Simon Ronde van de Finistère Winnaar: Julien Simon Ronde van Romandië 2e etappe: Jonathan Hivert Vierdaagse van Duinkerke 3e etappe: Jimmy Engoulvent Eindklassement: Jimmy Engoulvent Ronde van Rhône-Alpes Isère 1e etappe: Paul Poux Eindklassement: Paul Poux GP Plumelec Winnaar: Julien Simon Ronde van Luxemburg Proloog: Jimmy Engoulvent | Route du Sud 1e etappe: Stéphane Poulhies Boucles de la Mayenne Proloog: Paul Poux Ronde van de Doubs Winnaar: Jérôme Coppel GP van Wallonië Winnaar: Julien Simon |

2009 · 2010 · 2011 · 2012 · 2013